# Omløbsbane
 For alternative betydninger, se Bane.
En planetbane eller bredere omløbsbane er den bane, eller "rute", en planet (eller principielt ethvert himmellegeme) følger under sit kredsløb omkring Solen, en anden stjerne eller et andet himmellegeme. Alle de planetbaner, vi kender inden for vores eget solsystem, har tilnærmelsesvist form som en ellipse jf. Keplers love, selv om de fleste af dem ikke er langt fra at være helt runde som en cirkel. Dertil kommer, at der i Solsystemet er otte planeter, deres måner samt utallige småplaneter, kometer, og sten- og støvpartikler, som alle udøver en større eller mindre massetiltrækning på hinanden; især de store planeter perturberer, eller "forstyrrer", andre planeter og himmellegemers baner i Solsystemet.